# Eucalyptus wandoo
Espèce
Classification phylogénétique
Eucalyptus wandoo est une espèce de plantes à fleurs du genre Eucalyptus et de la famille des Myrtaceae. C'est un arbre endémique du sud-ouest de l'Australie-Occidentale.
Il est parfois appelé wandoo mais d'autres espèces le sont également.
C'est un arbre de taille petite à moyenne (jusqu'à 18 mètres de haut) autrefois largement répandu dans les plaines côtières jusque dans la région de Morawa. Il a été très largement décimé par suite de la mise en culture des sols où il poussait et par l'utilisation de son bois tant pour ses tannins que pour ses qualités de résistance et de conservation pour construire des ponts, des quais, etc.
Les jeunes feuilles sont pétiolées et opposées a la base des branches puis alternes. Les feuilles adultes sont pétiolées et alternes, concolores, gris-vert, lancéolées de 10 (7,5 à 12,5) cm de long sur 2 (1 à 2,8) de large.
Les fleurs sont blanches.

## Sous-espèces
Il en existe deux sous espèces:
- Eucalyptus wandoo subsp. wandoo
- Eucalyptus wandoo subsp. pulverea